# Eggert Reeder
Eggert Reeder, né à Poppenbüll, le 22 juillet 1894 et mort à Wuppertal, le 22 novembre 1959 était un juriste, un fonctionnaire, et un président de plusieurs gouvernements régionaux en Allemagne. Durant la  Seconde Guerre mondiale, SS-Gruppenführer, il fut le chef de l'Administration militaire à Bruxelles(Militärverwaltung).

## Éléments biographiques
En 1914, il rejoint l'armée de l'Empire allemand et sert sur différents fronts durant la Première Guerre mondiale. À l'issue de la guerre, il s'inscrit à l'université de Halle-Wittenberg à Halle-sur-Saale pour y poursuivre des études de droit et de science politique.
Durant cette période, il rejoint le Corps Palaiomarchia (de) et sera membre d'un corps franc local sous les ordres du Major-Général Georg Ludwig Rudolf Maercker (1865–1924), en 1918. Il sera ainsi impliqué dans les troubles survenus à Halle durant la Révolution de novembre qui conduira à l'abdication de la monarchie dans les premières heures de la République de Weimar.
Eggert Reeder poursuit alors sa formation à l'université de Kiel. À partir de 1921, il travaille comme greffier de tribunal, et, en 1922, comme greffier du gouvernement de Schleswig. De 1924 à 1929, il fut assesseur du district de Lennep puis de Cologne.

### Parti national-socialiste
Le 1er mai 1933, Eggert Reeder rejoint le parti nazi NSDAP et devient le gouverneur de Flensbourg, puis, deux mois plus tard, d'Aix-la-Chapelle. Le 9 juillet 1936, il est gouverneur de Cologne. En 1938, le roi Léopold III de Belgique le fait grand-croix de l'ordre de Léopold.
Le 31 août 1939, à l'aube de la Seconde Guerre mondiale, il rejoint la SS et reçoit le grade de Brigadeführer ainsi que le gouvernorat de Düsseldorf. Durant la Drôle de guerre, Eggert Reeder devient un personnage-clef dans la planification de l'invasion de la Belgique.

### Administrateur de la Belgique
Le 10 mai 1940, la Wehrmacht envahit la Belgique, le Luxembourg et les Pays-Bas selon le plan Jaune (Fall Gelb).
La Belgique étant occupée à l'issue de la campagne des 18 jours, Adolf Hitler décide d'y installer une administration militaire (en allemand : Militärverwaltung in Belgien und Nordfrankreich) supervisant la Belgique et le Nord de la France sous le commandement du général Alexander von Falkenhausen de la Wehrmacht. Des groupes d'extrême droite belges comme Verdinaso ou le mouvement Rex plongent dans une collaboration totale pour gagner en influence. Hitler et le chef de la SS, Heinrich Himmler profitent de ce terrain fertile pour accroître la compétition entre les différents groupes, et mettre sur pied des structures collaborationnistes comme la 27e division SS de grenadiers volontaires Langemarck, DeVlag, l'Algemeene-SS Vlaanderen, la Ligue nationale flamande (VNV).
Sous les ordres de von Falkenhausen, Reeder est le chef de l'administration militaire pour la Belgique et le Nord de la France qui est chargée des dossiers économiques ou politiques ainsi que de la liaison avec l'administration belge. À cette époque, Reeder place son bras-droit Wilhelm Burandt (de) comme gouverneur ad interim à Düsseldorf mais garde son poste à Cologne. Le 9 novembre 1943, Eggert Reeder est promu SS-Gruppenführer.

### La solution finale en Belgique
Durant toute la période où il fut à la tête de l'administration, Reeder coopéra étroitement avec von Falkenhausen, puis, à partir de juillet 1944, avec Josef Grohé et l'administrateur de la France, Werner Best (le boucher de Paris). L'administration belge souhaitait voir respectées la première et la seconde convention de La Haye (1899-1907). L'occupant se devait de prendre en compte cette sensibilité car il ne disposait pas en Belgique d'un gouvernement militaire et était par conséquent tenu de s'appuyer sur l'administration en place. L'implication de la police belge, l'intervention de l'administration dans la mise en place des ordonnances anti-juives étaient autant de zones sensibles qui pouvaient éveiller les susceptibilités de l'administration belge. Certains fonctionnaires résistent, comme le procureur du roi Lucien Van Beirs à Bruxelles, qui annonce qu'il n'appartient pas à la police belge de procéder à des arrestations pour le compte de l'occupant qui, au sens de la loi belge, ne constitue pas une autorité légitime.
Début 1941, l'occupant placera toutefois des collaborateurs tout acquis à leur cause, comme Gérard Romsée, à des postes clefs ce qui permettra, partiellement du moins, de lever ces difficultés.
Dans le cadre de la mise en place de la "solution finale" en Belgique, Reeder s'appuie sur l'association des Juifs en Belgique (AJB), il leur impose de tenir des registres recensant l'ensemble des Juifs résidant sur le territoire belge. À cette époque la Belgique compte quelque 80 000 Juifs, la plupart issus d'une immigration récente. Les Juifs belges ne représentaient qu'une petite minorité de ceux-ci. Reeder était chargé de la destruction de l'influence juive sur le plan économique mais pour s'assurer de la collaboration des Juifs belges de l'AJB, il obtint de ses instances une exemption de déportation - toute relative dans les faits - pour les ressortissants belges.
Eggert Reeder souhaite que la mise en œuvre de la solution finale soit planifiée dans le calme, il entre ainsi dans une colère noire lorsqu'il apprend les événements survenus lors du pogrom d'Anvers, le 14 avril 1941. Modérateur des tensions, il fait libérer des détenus juifs belges à la suite de l'intervention de la reine Élisabeth et du cardinal Van Roey. Sous sa direction, ce sont cependant 28 convois de déportations qui quitteront le territoire belge vers Auschwitz, scellant le destin de plus de 25 000 juifs.

### Arrestation et jugement
Eggert Reeder est arrêté le 18 avril 1945 et renvoyé en Belgique où il sera détenu jusqu'à l'été 1947. Reeder fut jugé le 9 mars 1951, son avocat était Ernst Achenbach. Reeder et von Falkenhausen furent jugés pour leur implication dans la déportation des Juifs résidant en Belgique mais non pour leur mort dans le camp d'extermination d'Auschwitz. Les deux furent déclarés coupables, le 9 juillet 1951 et condamnés à douze années de travaux forcés à purger en Allemagne. De retour en Allemagne de l'Ouest, le 30 juillet 1951, ils reçurent le pardon du chancelier Konrad Adenauer et Reeder obtint, à sa demande, la permission de se retirer.